# Televisa
Grupo Televisa è un gruppo radiotelevisivo privato messicano, il più grande produttore di programmi in spagnolo al Mondo. È presente in Messico, in America Latina, negli Stati Uniti e in Spagna; produce ed esporta programmi in Europa, Asia, Africa e recentemente Australia. Fondata nel 1973 è a oggi il secondo più grande network televisivo e radiofonico dell'America Latina.
Nel 2012 è stato coinvolto in numerose polemiche per il suo sostegno a favore del candidato presidenziale del PRI Enrique Peña Nieto, poi eletto presidente del Messico.
È quotata sia alla borsa messicana che a Wall Street, ed è proprietaria tra le altre cose del famoso stadio Azteca lo stadio che ospitò la semifinale tra Italia e Germania del Campionato mondiale di calcio del 1970 passata alla storia come la partita del secolo. Agli inizi degli anni Novanta Televisa sembrò sul punto di sbarcare sul mercato televisivo italiano con l'acquisizione del network capitolino GBR, ma l'accordo saltò in extremis.
Negli Stati Uniti possiede una percentuale del network televisivo di lingua spagnola Univision, a cui fornisce le sue telenovelas e le sue serie televisive.

## Canali televisivi

### Reti terrestri

#### Las Estrellas
Rete televisiva generalista che trasmette telenovelas autoprodotte, film, sport e notiziari. È una delle prime reti televisive messicane per ascolti.

#### Canal 5
Rete televisiva dedicata a un pubblico giovane. Durante il giorno trasmette cartoni animati sia statunitensi che giapponesi. Nel tardo pomeriggio trasmette telenovelas per ragazzi prodotti da altre aziende. In prima serata trasmette serie televisive statunitensi.

#### Nueve
Rete televisiva disponibile solo a Città del Messico. Trasmette film messicani, serie televisive e telenovelas prodotte in altri paesi.

#### FOROtv
Rete televisiva disponibile solo a Città del Messico. Trasmette notiziari e programmi d'attualità e d'approfondimento.

### Via cavo
- American Network
- Bandamax
- Golden and Golden Edge
- Clásico TV
- De Película
- De Película Clásico
- Las Estrellas HD
- Ritmoson Latino
- TL Novelas
- TeleHit
- Telenovela Channel (Filippine) - di proprietà di Beginnings at Twenty Plus, Inc. in collaborazione con l'azienda.
- Televisa Deportes Network
- Unicable

## Stazioni radiofoniche

### W Radio
Stazione che trasmette notiziari, programmi d'attualità e sport.

### Los 40 principales
Stazione giovanile che trasmette musica pop inglese e spagnola. Parte di questa stazione appartiene al gruppo spagnolo PRISA.

### TDW
Stazione che trasmette programmi ed eventi sportivi.

### Ke Buena
Stazione che trasmette musica di banda.

### Bésame
Stazione che trasmette musica in spagnolo degli anni 60, 70 e 80.

### Radio gallito
Stazione che trasmette musica popolare.

### Radio Maria
Stazione religiosa. Parte della stazione appartiene a Radio Maria Mexico.